# Catharosoma bolivae
Catharosoma bolivae är en mångfotingart som beskrevs av Chamberlin 1957. Catharosoma bolivae ingår i släktet Catharosoma och familjen orangeridubbelfotingar. Inga underarter finns listade i Catalogue of Life.